# Црква Светог Георгија у селу Костолац
Црква Светог Георгија (Тодићева црква Светог Георгија) у селу Костолац задужбина је бродовласника Драгутина В. Тодића и његове жене Лепосаве. Налази се на узвишеном платоу познатом по имену Мали град, простору са веома дугим континуитетом од неолита, преко антике до средњег века. Подигнута је 1924. године и представља непокретно културно добро као споменик културе. Осветили су је 6. маја 1925. патријарх Димитрије и епископ браничевски Митрофан.

## Архитектура цркве
Црква посвећена Светом Георгију у селу Костолац саграђена је према пројекту архитекте Пере Поповића по угледу на цркву Лазарицу, задужбину деспота Стефана Лазаревића. 
„Тодићева црква“ је једнобродна грађевина триконхалне основе сажетог типа, са осмостраном куполом на коцкастом постољу и звоником изнад западног дела. Просторно храм је подељен на олтар, наос и припрату са хором изнад које се уздиже звоник. Фасаде цркве веома су богате архитектонском и декоративном пластиком са карактеристичним мотивом византијског преплета. Декоративна пластика сконцентрисана је око прозорских отвора на фасадама, куполи и звонику, као и испод кровног венца. Фасаде цркве су хоризонтално рашчлањене са два јака кордонска венца. Испод кровног венца налази се фриз са флоралним мотивом и богато декорисане архиволте у које су смештене розете.

### Живопис и иконостас
Црква је веома богато опремљена живописом, иконописом, витражима, мобилијаром, звонима и вредним богослужбеним предметима и књигама. Живопис је радио Александар Биценко, док су иконе на олтарској прегради и сликарство у кубету дело Милутина Михаиловића. Поред тога у храму се налазе и три покретне иконе рад Уроша Предића, а као ретку сликарску технику примењену у српским храмовима овде налазимо и витраже рађене у Француској. На северном зиду у храму налази се ктиторска композиција брачног пара Тодић са моделом цркве, а у јужном делу припрате саркофаг од белог мермера са телом ктитора и добротвора Драгутина В. Тодића. 
У порти цркве налази се Вила капетана Тодића из 1923. године и Спомен костурница браниоцима Костолца 1914-1915. године.